# Trzydzieści przypadków majora Zemana
Trzydzieści przypadków majora Zemana (cz. 30 případů majora Zemana) – czechosłowacki serial telewizyjny w reż. Jiříego Sequensa wyprodukowany w latach 1976–1979. 

## Historia serialu
W 1973 roku telewizja czechosłowacka przygotowała projekt nowego serialu, mającego w założeniu stanowić ideową przeciwwagę do zachodnich seriali sensacyjnych. Miał on opierać się na postaci aktywnego i atrakcyjnego oficera w służbie kraju socjalistycznego, który zdobędzie sobie uznanie widzów równe sukcesowi polskiego kapitana Klossa. Nie bez znaczenia było tu również dążenie władz komunistycznej Czechosłowacji do odzyskania zaufania społeczeństwa dla aparatu bezpieczeństwa i milicji, nadwerężonego po wydarzeniach praskiej wiosny 1968 roku. Pierwotnie serial miał liczyć 28 odcinków, z których każdy poświęcony byłby epizodowi przypadającemu na kolejny rok istnienia socjalistycznego państwa. Wkrótce postanowiono rozbudować go o dalsze dwa, tak aby uczcić trzydziestą rocznicę zakończenia II wojny światowej oraz powstania Korpusu Bezpieczeństwa Narodowego (SNB) – organu Ministerstwa Spraw Wewnętrznych współtworzonego przez Bezpieczeństwo Publiczne (VB; odpowiednik Milicji Obywatelskiej) i Bezpieczeństwo Państwowe (StB; odpowiednik Służby Bezpieczeństwa). 
Autorzy pomysłu serialu, z których część także w swoim czasie była funkcjonariuszami bezpieki, wykazali się sporą dozą realizmu – tytułowy bohater miał rozwiązywać głównie kwestie kryminalne, aby nie zniechęcać widzów zbyt dużą dawką propagandy przedstawianej wprost. Ministerstwo Spraw Wewnętrznych oddelegowało do pomocy w przygotowaniu scenariuszy poszczególnych odcinków czterech doświadczonych oficerów „bezpieki”. W archiwum ministerstwa rozpoczęto także poszukiwania ciekawych spraw, które mogłyby stać się kanwą dla kolejnych części serialu (akcja żadnego z odcinków nie była więc oderwaną od rzeczywistości fikcją). Bezpośredni nadzór nad pracami sprawował wydział prasowy MSW. Pomimo rekordowego tempa zdjęć, pierwszy odcinek czechosłowacka telewizja wyemitowała 11 stycznia 1976 roku. Serial, zgodnie z zamierzeniami jego autorów, cieszył się olbrzymią, rosnącą z odcinka na odcinek popularnością. Według sondaży telewizji czechosłowackiej jego oglądalność sięgała 90 procent, a widzowie w skali od 1 do 10 przyznawali mu 7.
Sukces serialu spowodował prawdziwą lawinę nagród, jakie spłynęły na jego twórców. Resort spraw wewnętrznych nie skąpił nie tylko gratyfikacji materialnych, ale i odznaczeń z okazji trzydziestolecia aparatu bezpieczeństwa. W 1978 roku we współpracy z MSW Kuby zrealizowano na wyspie zdjęcia do dwóch odcinków serialu. 48-osobowa ekipa spędziła w kraju Fidela Castro ponad 6 tygodni. Jak się wydaje, była to kolejna forma premii dla twórców propagandowego dzieła, podobnie jak triumfalne wyjazdy do krajów bloku socjalistycznego, np. NRD. Ukoronowaniem było odznaczenie w 1980 roku (po zakończeniu realizacji całości serialu) trzech twórców (reżysera, operatora i odtwórcy głównej roli) Państwową Nagrodą im. Klementa Gottwalda (odpowiednik radzieckiej Nagrody Leninowskiej). Wręczył ją sam Gustáv Husák. 
Serial, podobnie jak polski pierwowzór o przygodach kapitana Klossa, był emitowany w czeskiej i słowackiej telewizji po 1989 roku. Wywołał wiele sporów i protestów, jednak ponownie cieszył się dużą popularnością. Mówiono nawet o realizacji kolejnych odcinków lub kontynuacji w formie filmu pełnometrażowego. Oczywiście tym razem, główny bohater stałby po „właściwej stronie”, tj. służb specjalnych Zachodu. 
W 1979 roku z dwóch odcinków serialu (27 i 28) zmontowano pełnometrażowy film pt. Rukojmí v Bella Vista.

## Obsada aktorska
- Vladimír Brabec – wachmistrz/podporucznik/porucznik/kapitan/major Jan Zeman, funkcjonariusz VB / Richard Lipinski, współpracownik OUN-B
- Pavla Marsálková – matka Zemana
- Renáta Doleželová – Lída Brůhová, nauczycielka i pierwsza żona Zemana
- Jaroslava Obermaierová – Blanka Svobodová, żona Karela Mutla, druga żona Jana Zemana
- Ivana Andrlová – Lída Zemanowa, córka Lídy i Jana Zemanów
- Miloš Willig – major/pułkownik Václav Kalina, wysoki funkcjonariusz SNB w Pradze
- Josef Větrovec – major/pułkownik Pavlásek, naczelnik praskiego wydziału kryminalnego VB
- Vladimír Ráž – Veselý, lekarz praskiego wydziału kryminalnego VB
- Rudolf Jelínek – major Jiří Hradec, agent kontrwywiadu StB
- Ladislav Mrkvička – wachmistrz/podporucznik/porucznik/nadporucznik/kapitan Mirek Stejskal, funkcjonariusz VB w Pradze
- Emil Horváth – podporucznik/porucznik Martin Gajdoš, funkcjonariusz VB na Słowacji i w Pradze
- František Němec – major/podpułkownik Žitný, oficer kontrwywiadu StB w Pradze
- Radoslav Brzobohatý – nadporucznik Pavel Bláha, agent brytyjskiego wywiadu
- Frantisek Hanus – porucznik Vydra, komendant VB w Kateřinskiej Horze i Klatovach
- Regina Rázlová – Hanka Bízová, współpracowniczka StB
- Jiří Holý – Arnold Hackl, agent brytyjskiego wywiadu, właściciel baru White Lines w Berlinie Zachodnim
- Radúz Chmelík – major Wilde, oficer Stasi w Berlinie Wschodnim
- František Vicena – Zbyszek Broniewski, polski szlachcic, kelner w barze White Lines
- Consuela Morávková – Zaza Broniewska, siostra Zbyszka, tancerka w barze White Lines
- Josef Bláha – Leopold Fanta, współpracownik wywiadu amerykańskiego
- Petr Jákl – milicjant
- Josef Bek – doktor Salaba
- Karel Engel – w kilku postaciach
- Mirko Musil – w kilku postaciach
- Jirí Holý – w kilku postaciach
- Bohumil Smutný – w kilku postaciach

i inni.

## Opis fabuły
Serial składa się z 30 odcinków-epizodów (przypadków) z blisko 30-letniej kariery majora VB Jana Zemana, których akcja rozgrywa się w latach 1945–1973.
| Odcinek (przypadek) | Data premiery    | Czas trwania (min.) | Rok akcji | Tytuł oryginalny         | Tytuł polski                 |
| ------------------- | ---------------- | ------------------- | --------- | ------------------------ | ---------------------------- |
| 1                   | 15 stycznia 1976 | 59                  | 1945      | Smrt u jezera            | Śmierć nad jeziorem          |
| 2                   | 15 stycznia 1976 | 51                  | 1946      | Vyznavači ohně           | Czciciele ognia              |
| 3                   | 18 stycznia 1976 | 55                  | 1947      | Loupež sladkého "i"      | Kradzież insuliny            |
| 4                   | 21 stycznia 1976 | 65                  | 1947      | Rubínové kříže           | Rubinowe krzyże              |
| 5                   | 25 stycznia 1976 | 56                  | 1948      | Hon na lišku             | Pogoń za lisem               |
| 6                   | 29 stycznia 1976 | 62                  | 1949      | Bestie                   | Bestia                       |
| 7                   | 1 lutego 1976    | 65                  | 1950      | Mědirytina               | Miedzioryt                   |
| 8                   | 5 lutego 1976    | 56                  | 1951      | Strach                   | Strach                       |
| 9                   | 7 lutego 1976    | 66                  | 1952      | Loď do Hamburku          | Statek do Hamburga           |
| 10                  | 12 lutego 1976   | 63                  | 1953      | Vrah se skrývá v poli    | Morderca ukrywa się w polu   |
| 11                  | 1 kwietnia 1977  | 78                  | 1954      | Křížová cesta            | Droga krzyżowa               |
| 12                  | 10 kwietnia 1977 | 73                  | 1955      | Kleště                   | Szczypce                     |
| 13                  | 17 kwietnia 1977 | 70                  | 1956      | Romance o nenápadné paní | Ballada o niepozornej pani   |
| 14                  | 23 kwietnia 1977 | 79                  | 1957      | Konec velké šance        | Koniec wielkiej szansy       |
| 15                  | 1 maja 1977      | 73                  | 1958      | Kvadratura ženy          | Kwadratura kobiety           |
| 16                  | 8 maja 1977      | 68                  | 1959      | Dáma s erbem             | Dama z herbem                |
| 17                  | 15 maja 1977     | 87                  | 1960      | Prokleté dědictví        | Przeklęte dziedzictwo        |
| 18                  | 21 maja 1977     | 80                  | 1961      | Bílé linky               | Białe paski                  |
| 19                  | 24 maja 1977     | 88                  | 1962      | Třetí housle             | Trzecie skrzypce             |
| 20                  | 3 czerwca 1977   | 89                  | 1963      | Modrá světla             | Niebieskie światła           |
| 21                  | 26 grudnia 1979  | 68                  | 1964      | Pán ze Salcburku         | Pan z Salzburga              |
| 22                  | 30 grudnia 1979  | 83                  | 1965      | Tatranské pastorále      | Tatrzańskie jasełka          |
| 23                  | 6 stycznia 1980  | 73                  | 1966      | Šťastný a veselý         | Szczęśliwego Nowego Roku!    |
| 24                  | 13 stycznia 1980 | 81                  | 1967      | Klauni                   | Klauni                       |
| 25                  | 20 stycznia 1980 | 82                  | 1968      | Štvanice                 | Nagonka                      |
| 26                  | 27 stycznia 1980 | 78                  | 1969      | Studna                   | Studnia                      |
| 27                  | 3 lutego 1980    | 87                  | 1970      | Rukojmí v Bella Vista    | Zakładnik z Bella Vista      |
| 28                  | 16 lutego 1980   | 83                  | 1971      | Poselství z neznámé země | Wiadomość z nieznanego kraju |
| 29                  | 17 lutego 1980   | 75                  | 1972      | Mimikry                  | Mimikry                      |
| 30                  | 24 lutego 1980   | 92                  | 1973      | Růže pro Zemana          | Róże dla Zemana              |